# Antonio María Javierre Ortas
Antonio María Javierre Ortas S.D.B., španski rimskokatoliški duhovnik, škof in kardinal, * 21. februar 1921, Siétamo, † 1. februar 2007, Rim.

## Življenjepis
24. aprila 1949 je prejel duhovniško posvečenje.
20. maja 1976 je postal tajnik Kongregacije za katoliško vzgojo in za naslovnega škofa Mete; 29. junija istega leta je prejel škofovsko posvečenje.
28. junija 1988 je bil povzdignjen v kardinala in imenovan za kardinal-diakona S. Maria Liberatrice a Monte Testaccio.
1. julija 1988 je postal arhivist Vatikanskih tajnih arhivov in knjižničar Vatikanske knjižnice.
Med 24. januarjem 1992 in 21. junijem 1996 je bil prefekt Kongregacije za božansko čaščenje in za disciplino zakramentov.
9. januarja 1999 je postal kardinal-duhovnik S. Maria Liberatrice a Monte Testaccio.